# レイクショア・イースト線
レイクショア・イースト線(Lakeshore Eest line)は、GOトランジットの1路線であり、1967年に初のGOトレインの路線として開業した。トロントとオシャワを結ぶ路線である。トロントのGOトランジットの鉄道路線の中ではレイクショア・ウェスト線に次いで2番目の利用客数となっており、2014年の一日利用者数は5万人を数え、年間利用客数は11,818,800人（2010年）となっている。日中の全列車とラッシュ時の一部列車はレイクショア・ウェスト線と直通運転を行っている。

## 運行本数
2013年にはそれまでの1時間間隔から終日30分間隔での運行に増便された。朝夕ラッシュ時は3〜19分間隔、日中は30分間隔の運行となる。ラッシュ時には急行運転も行われ、各駅列車の急行通過待ちもある。
| 駅           | ユニオン駅行 | ユニオン駅発 |
| ------------ | ------------ | ------------ |
| ピカリング駅 | 46           | 44           |
| オシャワ駅   | 42           | 41           |

## 駅一覧
所在地は基本的に駅名と同じである。
本線
| 駅名                       | 営業キロ | 接続路線、施設                                                                    | 自治体         | 急行 | 備考   | RER計画 |
| -------------------------- | -------- | --------------------------------------------------------------------------------- | -------------- | ---- | ------ | ------- |
| ユニオン駅                 | 0.0      | ■トロント市地下鉄1号線,■GOトレイン全線 ■ユニオン・ピアソン・エクスプレス, VIA鉄道 | トロント       | ◎    |        | ○       |
| ダンフォース駅             | 8.4      | ■GOトレイン・スタウフビル線                                                       | トロント       | ▲    |        | ○       |
| スカボロー駅               | 13.8     |                                                                                   | トロント       | ｜   |        | ○       |
| エグリントン駅             | 17.1     |                                                                                   | トロント       | ｜   |        | ○       |
| ギルドウッド駅             | 20.3     | VIA鉄道                                                                           | トロント       | ｜   |        | ○       |
| ルージュ・ヒル駅           | 26.6     |                                                                                   | トロント       | ▲    |        | ○       |
| ピカリング駅               | 33.6     |                                                                                   | ピカリング     | ◎    |        | ○       |
| エイジャックス駅           | 37.5     |                                                                                   | エイジャックス | ◎    |        | ○       |
| ウィットビー駅             | 46.2     |                                                                                   | ウィットビー   | ◎    |        | ○       |
| ソーントンズ・コーナーズ駅 |          |                                                                                   | オシャワ       | ｜   | 計画中 | ○       |
| オシャワ駅                 | 50.5     | VIA鉄道                                                                           | オシャワ       | ◎    |        | ○       |
| オシャワ・セントラル駅     |          |                                                                                   | オシャワ       | ＝   | 計画中 |         |
| ダーリントン駅             |          |                                                                                   | クラリントン   | ＝   | 計画中 |         |
| ボウマンビル駅             |          |                                                                                   | クラリントン   | ＝   | 計画中 |         |

## 将来計画
2025年前後までにユニオン駅〜オシャワ駅間が電化され、「GO Regional Express Rail」(RER)として15分間隔での運行となる予定である。またオシャワ駅の移転、クラリントンまでの延伸も計画されている。